# Schubertiada de Vorarlberg
La Schubertiada de Vorarlberg es un festival de música que se celebra en Vorarlberg ( Alta Austria) en las sedes de Schwarzenberg y Hohenems. Una Schubertiada es un evento dedicado a la vida y obra del compositor austríaco Franz Schubert. La Schubertiade Vorarlberg es una de las Schubertiades más conocidas del mundo.

## Historia
En la década de 1820, en vida del compositor, ya se celebraron las primeras Schubertiadas como conciertos privados en casas particulares de sus amigos. En las primeras Schubertiadas tocaba el piano el mismo Franz Schubert y sus canciones las cantaban los barítonos Johann Michael Vogl o más tarde Carl von Schönstein. Las lecturas y juegos de entretenimiento ingeniosos, que a menudo tenían un tema específico, también formaban parte de las veladas. Se trataba de una mezcla de reuniones amistosas y de un salón literario-musical.
La primera Schubertiada de Vorarlberg tuvo lugar en Hohenems en 1976 y fue organizada por el famoso barítono Hermann Prey. Durante los primeros años los responsables del programa fueron Gerd Nachbauer y el propio Hermann Prey.

### Actualmente
La Schubertiada se celebra en las sedes de Schwarzenberg y Hohenems, ambas en el estado austriaco de Vorarlberg. Los conciertos suelen celebrarse entre mayo y octubre.
Esta Schubertiada está considerada como el festival Schubert más importante del mundo, presentando alrededor de 80 conciertos y registrando entre 35.000 y 40.000 asistentes cada año.
El festival incluye conciertos vocales, de cámara, para orquesta, conferencias, exposiciones y clases magistrales impartidas por cantantes e instrumentistas. Uno de sus objetivos es impulsar las carreras de jóvenes músicos presentándoles un público informado y comprensivo.

## Evento

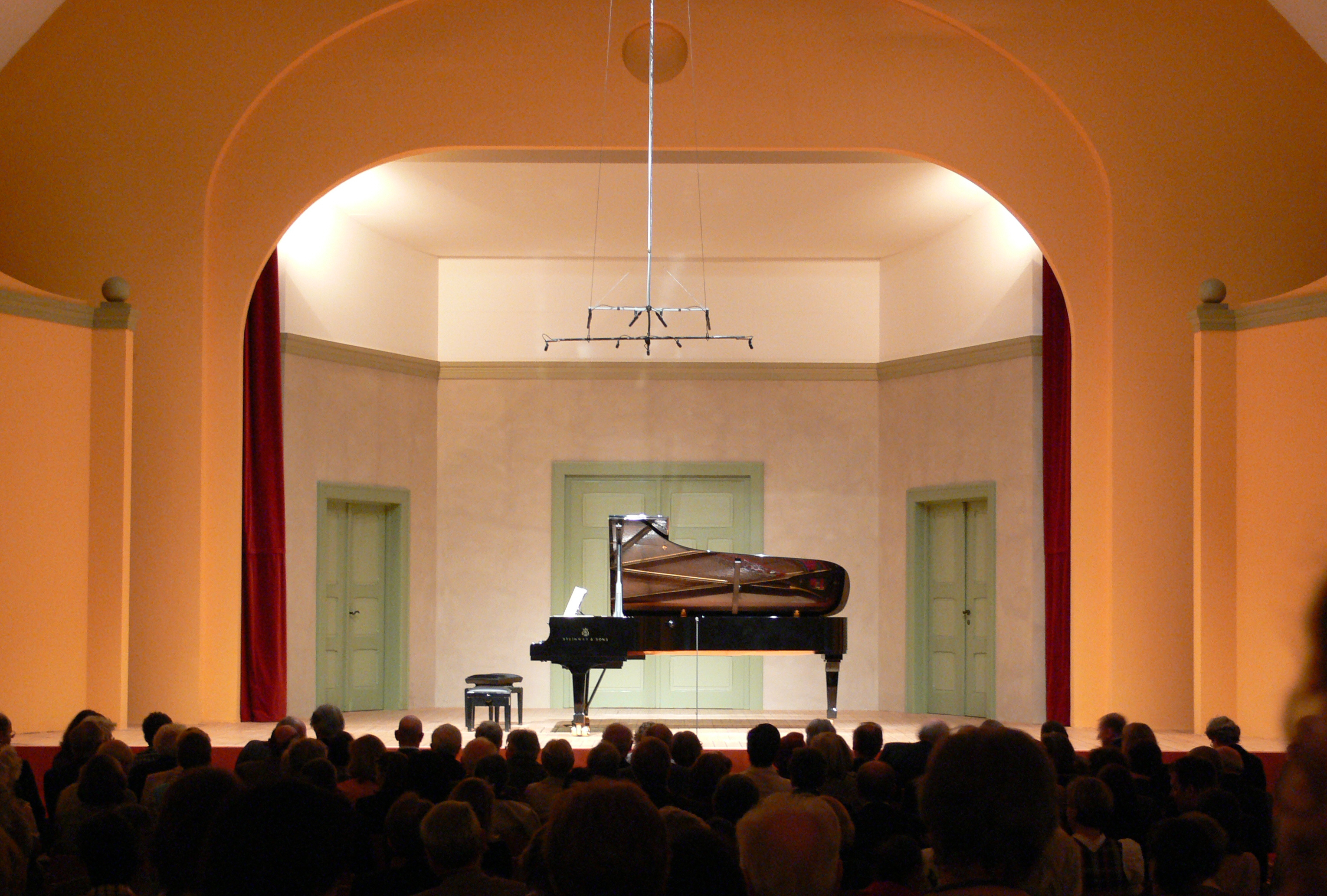
La sala Markus Sittikus en Hohenems, un antiguo gimnasio

Hasta ahora, la Schubertiada de Vorarlberg se ha celebrado en varios lugares del estado federado de Vorarlberg y alrededor del lago de Constanza.
Desde sus inicios en 1976 hasta 1991, el Palacio Hohenems fue el escenario principal de la versión de la Schubertiada de Vorarlberg. El Palacio de Hohenems es más conocido por ser el lugar donde se encontraron dos manuscritos del Cantar de los Nibelungos.
Cuando en 1991 hubo que restaurar el Palacio de Hohenems, el festival se trasladó íntegramente a la vecina ciudad de Feldkirch. A partir de 1994, los conciertos de Feldkirch se complementaron con los llamados Landpartien, salidas inspiradas en los viajes de Franz Schubert. Los lugares de celebración de los Landpartien incluyeron el Propstei St. Gerold (una residencia del preboste en Walsertal), el castillo de Achberg, la isla de Lindau en el Lago de Constanza (Alemania) y Schwarzenberg.
Con la renovación de la sala Angelika Kauffmann en 2001, Schwarzenberg se convirtió en sede exclusiva de la Schubertiade Vorarlberg. En 2005 el festival volvió a Hohenems (sala Markus Sittikus), aunque muchos conciertos se siguen celebrando en Schwarzenberg.

### El Barrio de la Schubertiada

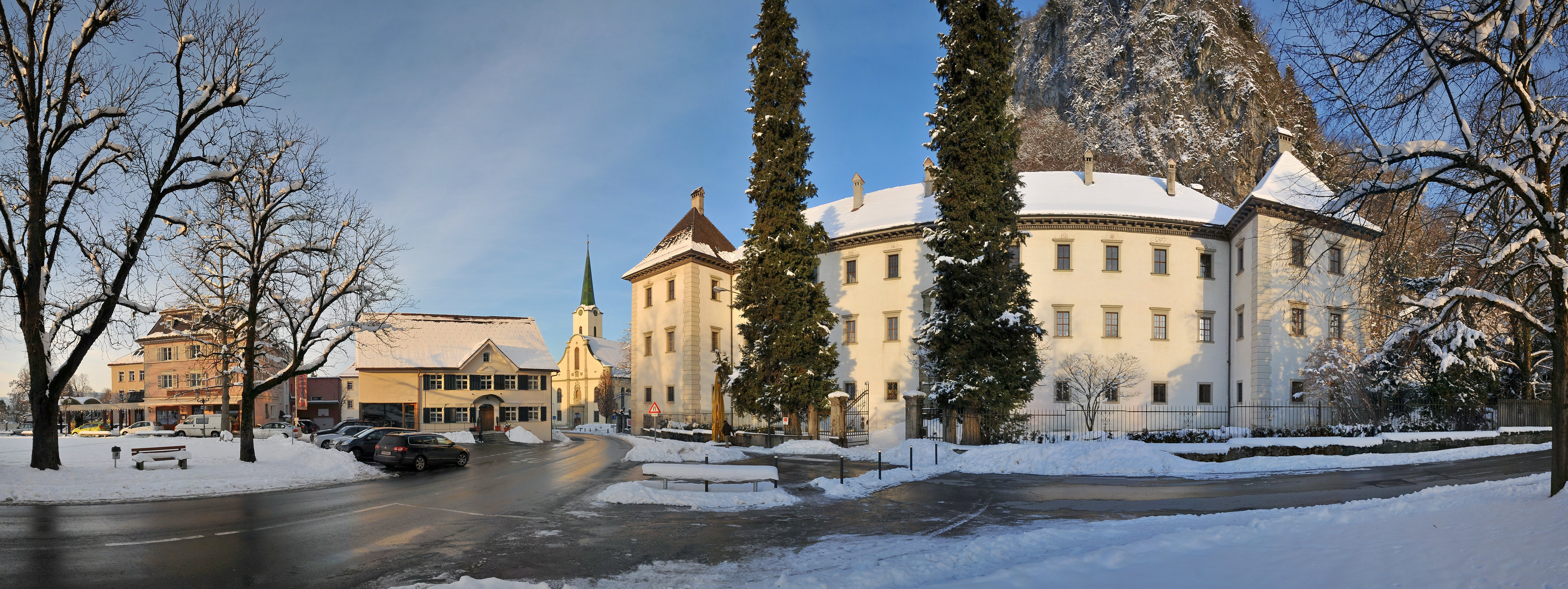
El Palacio de Hohenems en invierno

El barrio de la Schubertiada en Hohenems está formado por varios museos relacionados temáticamente con Franz Schubert, los intérpretes de música clásica y la historia cultural de la ciudad:
- Museo Franz Schubert
- Museo de la Schubertiada
- Museo Elisabeth Schwarzkopf
- Palacio de Hohenems
- Villa Heimann Rosenthal (Museo Judío de Hohenems)
- Sala de Stefan Zweig en el Museo Legge
- Galería de Salomon Sulzer
- Sala Markus Sittikus (sala de conciertos)
- Museo de los Nibelungos
- Museo Schuhmacher

## Galería

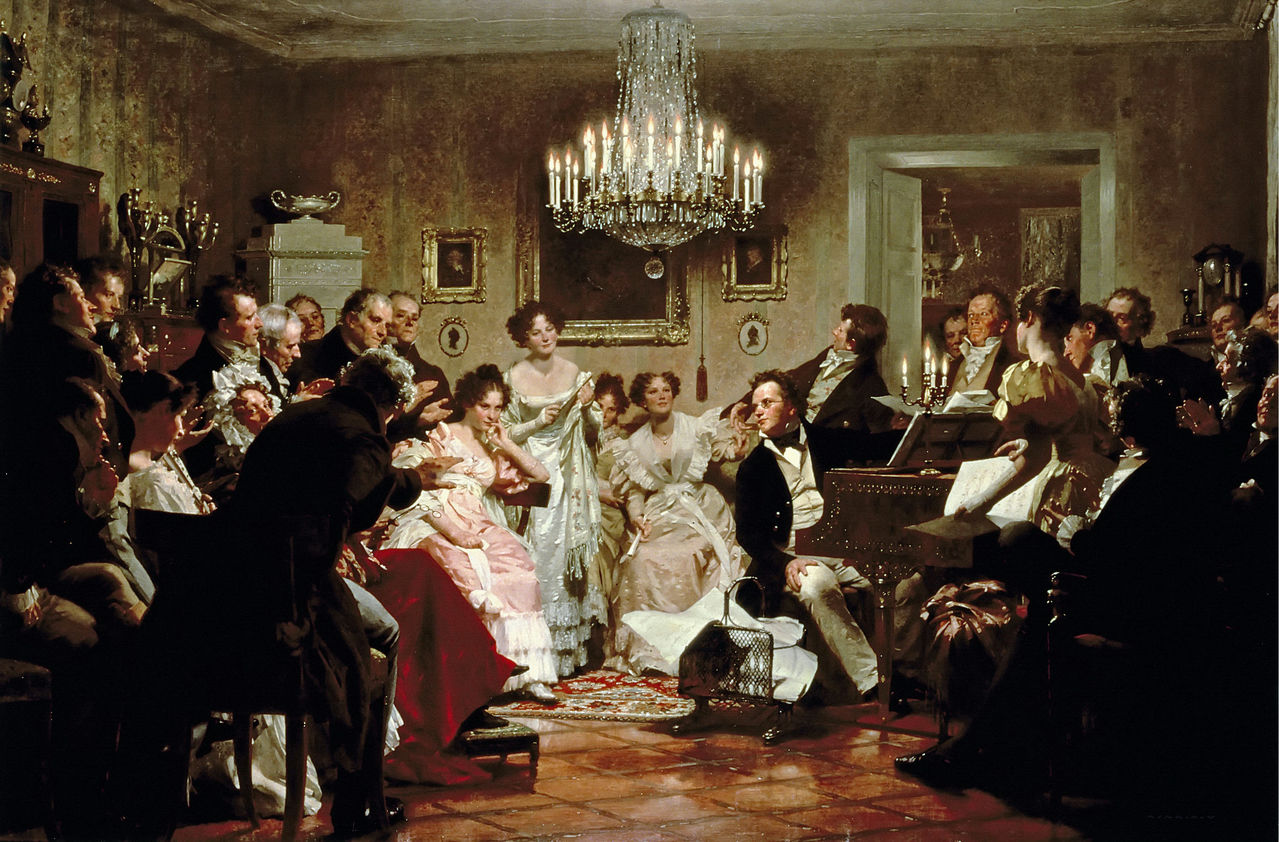
"Eine Schubertiade", óleo de Julius Schmid (1897)
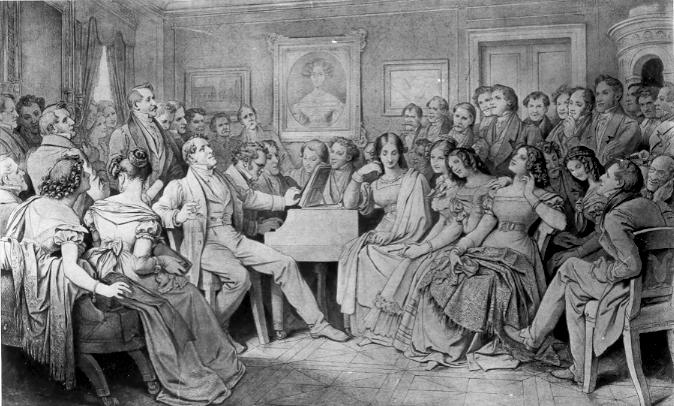
"Schubertiade", dibujo en sepia del amigo de Schubert, Moritz von Schwind (1868), dibujado de memoria
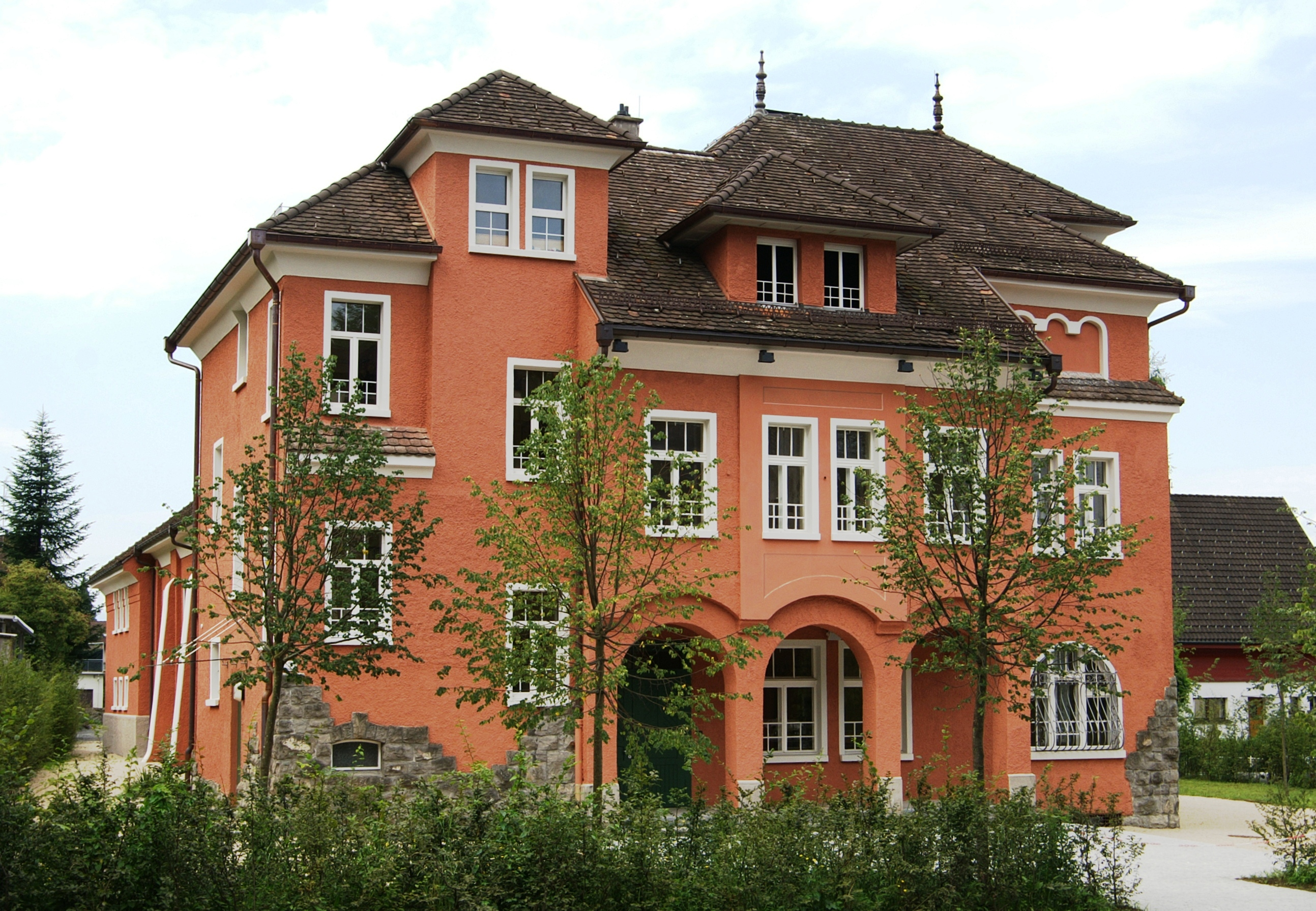
El edificio que alberga la sala Markus Sittikus en Hohenems, Vorarlberg